# Михаел Витман
Мѝхаел Вѝтман (на немски: Michael Wittmann) е немски СС-хауптщурмфюрер (капитан от СС) от Втората световна война, сред танковите командири с най-много победи в историята.
Известен е с това, че на 13 юни 1944 г. със своя танк „Тигър“ прави засада на части от британската 7-а бронирана дивизия във Вилер-Бокаж. Екипажът на Витман (с главен стрелец Балтазар „Боби“ Вол, също носител на орден „Железен кръст“) е унищожил поне 138 танка, 141 артилерийски оръдия и неустановен брой други транспортни средства.
Събитията край смъртта на Витман са дискутирани широко. Прието е, че танкистът Джо Екинс от Шърман Светулката с командир сержант Гордън от 1-ва нортхемптъншърска кавалерия е нанесъл смъртоносното попадение.

## Биография

### Ранен живот и постъпване в армията
Михаел Витман е роден на 22 април 1914 г. в селцето Фогелтал, окръг Оберпфалц, Бавария. Той е вторият син на местния фермер Йохан Витман и неговата съпруга Урсула. През февруари 1934 г., Михаел се присъединява към Службата за Доброволен Труд (която по късно се преименува в Работна Служба на Райха), а през 30 октомври 1934 г. към Германската армия. Назначен е в 19-и пехотен полк разположен във Фрайзинг до Мюнхен. На 1 ноември 1935 г. е повишен до ранг ефрейтор (на немски: Gefreiter). През октомври 1936 г. 22-годишният Витман се присъединява към Алгемайне СС. На 5 април 1937 г. е зачислен към елитен полк, който става известен по-късно като пехотен полк Либщандарт СС „Адолф Хитлер“ и получава звание СС-Ман. Година по-късно участва в нападението над Австрия и Судетска област с взвод от бронирани коли.

### Втората световна война (1939 – 1945)
За първи път влиза в битка по време на кампанията в Полша, а впоследствие по време на операциите при Франция като командир, с новите самоходни артилерийски оръдия Щурмгешюц III модел A. Операция Марита започва на 6 април 1941 г. Лайбщандарт СС „Адолф Хитлер“ се отличава за първи път при превземането на гръцката столица, след това формира авангарда заедно с 9-а танкова дивизия водейки настъплението през територията на Гърция. Само за 3 седмици Нацистка Германия добавя Балканите към растящия си списък със завоевания. Витман и неговото поделение са изпратени в Чехословакия за превъоръжаване. Почивката не продължава дълго и поделението на Витман е изпратено на германо-съветския франк за да участва в инвазията на Съветския съюз. Първоначално служи като танков командир на самоходна обстановка Щурмгешюц III и именно използването му превръща Витман в експерт в изкуството на танковото военно дело. След това бива изпратен на обучение за офицерско звание, а през зимата на 1942 – 43 г. за обучение на новите танкове.
Завръщайки се на германо-френския фронт като новопроизведен офицер, Витман е прехвърлен в танково поделение с ранг СС-Унтерщурмфюрер, където командва Panzer III. През 1943 г. той завършва обучението за Тигър и преди Битката при Курск вече командва собствен взвод. Тази година предоставя на Витман и неговият екипаж (включително Вол, неговият стрелец) много успехи и през януари 1944 година той е награден с орден „Рицарски кръст“ за непрекъснатите му успехи на бойните полета. По това време той има унищожени 88 вражески танка и значителен брой други бронирани транспортни средства. Витман напуска Лайбщандарте, тъй като ротата Тигри на дивизията е използвана за ядро на нов СС тежкотанков батальон. Това ново формирование е част от 1-ви СС танков корпус, но не е постоянно зачислено към определена дивизия или полк.
До времето на пристигането му във Франция в късната пролет на 1944 г. и последвалия десант в Нормандия, Витман се сдобива с Дъбови листа за Рицарския кръст и ранга СС-Оберщурмфюрер. Може би най-голямото постижение по време на кампанията в Нормандия е била битката при Вилер-Бокаж (13 юни 1944), където танкът на Витман се бие почти самостоятелно срещу значително превъзхождащ противник, нанасяйки тежки загуби на британците и спирайки настъплението на цялата 7-а бронетанкова дивизия. За своя героизъм Витман е награден с Мечове за Рицарския кръст и е повишен до СС-Хауптщурмфюрер.

### Смърт
Витман е убит на 8 август 1944 г. по време на контраатака срещу кота 122 в близост до град Сент-Енян-де-Крамени, по време на операция Тоталайз, когато колоната танкове Тигър, с която се придвижвал, са нападнати от засада от ескадрон А, 1-ва севернохемпширска кавалерия, 33-та бронетанкова бригада.
Групата танкове от 3-та рота и щабната рота от 101-ви тежкотанков батальон са нападнати от засада от ескадрон А, 1-ва нортхемптънширска кавалерия, 33-та бронетанкова бригада, които са разположени в гората намираща се в десния фланг на пътя на настъпление на германските Тигри. Фаталните изстрели идват от Шърман Светулка с командир сержант Гордън и стрелец танкист Джо Екинс, в приблизително 12:47 часа. Вероятно снарядите пробиват купола на танка и взривяват боезапаса, което убива екипажа и отхвърля настрани оръдейния купол.

#### Отхвърлени теории
За младши офицер неговата смърт предизвиква много спекулации. По време на смъртта му голяма част от съюзническите войници не са чували за Витман. След войната неговото име се появява в книга написана от бивш член на 1-ва нортхемптънширска кавалерия, в която се твърди, че те са убили Витман, след което почти всяка част в ройона (включително някои, които не са били там) заявява, че те са отговорни за неговата смърт.
Тези формации са 4-та канадска бронетанкова дивизия, 1-ва полска бронетанкова дивизия, танковете на кралския 144-ти бронетанков корпус. Всяко от тях е било пренебрегнато. Първите две формирования, по това време, не са били достигнали кота 122. 144-ти кралски бронетанков корпус е разположен около кота 122 и имат претенции за два унищожени танка Тигър, но са твърде на север за ефективен обстрел.
Ескадроните от 1-ви нортхемптънширски полк имат определен модел за именуване на танковете. Тези от ескадрон А са с имена на съветски градове, ескадрон Б с имена на американски щати и ескадрон В на селища в Нортхемптъншир. Танкът на сержант Гордън носи името на Велики Луки, което може да е източник на историята, че танковете от 1-ва полска бронетанкова дивизия са убили Витман.

#### Последна теория
Най-новата книга разглеждаща обстоятелствата около смъртта на Витман е No Holding Back на Браян Рийд, който осигурява подробна топографска карта на сражението, диаграми на разположението на танковете и попаденията на снарядите, базиращи се на разширен преглед на Съюзническите и Германските записи (книгата е за Операция Тоталайз, но в нея е посветена отделена притурка на смъртта на Витман).
Рийд (който е служил в Канадската армия) заключава, че фаталните изстрели идват от танковете на майор Сидни Радли-Уолтърс от ескадрон А, Шелбрукски стрелкови полк, канадската 2-ра бронетанкова бригада, който е имал няколко Шърман III и 2 Шърман VC в района на шатото до Гаумеснил (на около 2000 метра южно от кота 122), разположени паралелно с танковете на 1-ва нортхемптънширска кавалерия намиращи се гората разположена на 1500 метра на изток. Докато кавалерията се намира на около 1000 метра от позицията на танка на Витман, канадските танкове са само на 500 метра

#### Тайфун теорията
Преди това е имало множество спекулации (например в списание After the Battle), че високоексплозивна RP-3 ракета изстреляна от самолет Хоукър „Тайфун“ e причинила фаталния удар на танка на Витман. Митът започва със съобщение на германската пропаганда твърдящо, че омразните изтребители са виновни за неговата смърт. Това допълнително се усилва от твърденията на Серж Варин, човекът направил единствената снимка на унищожения Тигър 007. Той казва, че танка е унищожен от високоексплозивна RP-3, тъй като е открил в района неизбухнала такава и не е видял пробив в купола.
Рийд оборва тази теория след подробно разглеждане на записите на 2-ра тактическа авиогрупа, заключвайки:

„...няма постъпили твърдения за унищожени или повредени танкове в района на бойните действия от поддържащите самолети и... единствените танкове, за които се твърди че са унищожени от Тайфуните по време на въоръжените разузнавателни мисии са били в райони отдалечени от мястото на битката.“

Оттук следва че Витман и екипажът му почти сигурно не са били жертва на атака от въздуха." Германските записи изглежда потвърждават това. Рийд споменава, че Курт Майер, командващия офицер на Витман, отбелязва, че:

„Съюзниците не използват стратегическите си самолети в сутринта на 8 август.“

Очевидци като германските танкови командири, Хофлингер и Ханс Долингер, членове на танкови екипажи като Алфред Бало и други войници от 101-ви тежкотанков батальон, които се намират на бойното поле (като доктор Рабе), включително и съюзнически танкисти като капитан Бордман, сержант Гордън и танкист Джо Екинс твърдят в интервюта (и писма), че танковете Тигър са атакувани само от съюзнически танкове и не се споменават въздушни атаки по време на битката.
Трябва да се отбележи, че металното отделение в задната част на купола е непокътнато. Ако високоексплозивна ракета бе уцелила танка, то тя би била засегната, което е още едно доказателство, че тази теория не е вярна.

## Личен живот
На 1 март 1944 г. Витман се оженва за Хилдегард Бурместер в град Люнеберг.

### Погребение
Германската комисия за военните гробове с помощта на ветерани от 101-ви СС тежкотанков батальон намират необозначения гроб на Витман и неговия екипаж през 1983 г., след което те са прехвърлени Германското военно гробище в Ла Камб във Франция.

## Военни награди
| - Германски орден „Железен кръст“ (1941) – II (12 юли 1941) и I степен (8 септември 1941) - Германски „СС пръстен на честта“ (?) - Германска „Значка за раняване“ (1941) – черна (20 август 1941) - Германска „Танкова значка“ (1941) – сребърна (21 ноември 1941) - Германско отличие „За зимна кампания на изтока 1941/42 г.“ (август 1942) - Медал Судетия (1 октомври 1938) | - Медал Аншлус (13 март 1938) - Български орден „За храброст“ (1942) – II степен (август 1942) - Рицарски кръст (14 януари 1944) - Носител на Дъбови листа № 380 (30 януари 1944) - Носител на Мечове № 71 (22 юни 1944) |